# Куртене, Джон
Джон Куртене (англ. John Courtenay; 1741—1816) — английский политический деятель. Он был членом парламента (МП) от вигов в Вестминстере с 1780 по 1807 год и снова в 1812 году.
Кортни был вторым сыном Генри Кортни, налогового инспектора из Ньюри, графство Даун в Королевстве Ирландия. Он получил образование в гимназии Дроэда.
Был членом палаты общин. Куртене поддерживал политику Фокса, энергично критикуя Питта и Гастингса. Куртене был одним из немногочисленных англичан, сочувствовавших Французской революции. Написал: «Select essays from the Batchelor» (1772); «The Rape of Pomona» (1773); «Poetical Rewiew of the literary and moral character of Dr. S. Johnson» (1786); «Philosophical reflections on the late revolution in France» (1790); «Verses» (1811).
Он был депутатом от Тамворта с 1780 по 1796 год, а затем от Эпплби с 1796 по 1807 год. Он был переизбран от Эпплби на всеобщих выборах 1812 года, но оставил свое место вскоре после того, как парламент собрался в декабре.
Член как Брукса, так и Клуба вигов, Кортни объединился с Чарльзом Джеймсом Фоксом против Первого служения Питта. Таким образом, он поддерживал меры по реформе, выступая за отмену Закона об испытаниях в Шотландии в 1791 году, отмену работорговли и парламентскую реформу; помогал управлять импичментом Уоррена Гастингса; и в «Поэтическом и философском эссе о Французской революции» (1793 г.) критиковал Эдмунда Берка за его закоренелую враждебность к конституционным новшествам и народному суверенитету. 
Вместе с сэром Фрэнсисом Бёрдеттом в 1798 году Куртенэ поддержала кампанию Кэтрин Деспард по пропаганде и протесту против условий, в которых содержались ее ирландский муж полковник Эдвард Деспард и другие политические радикалы после приостановки действия хабеас корпус, против которого выступала Куртенэ. В ходе дебатов в Палате общин о продолжающемся отстранении от должности Кутенэ прочитал письмо от Кэтрин, в котором подробно описывались суровые условия, в которых ее муж содержался в тюрьме Колдбат-Филдс. Эдвард Деспард, член Лондонского корреспондентского общества и член Объединенного ирландца оставался в тюрьме в течение трех лет. В 1803 году его судили и казнили за измену. 
После актов Союза в 1800 году он приветствовал новых ирландских депутатов в палате общин, но протестовал против парламентской присяги на верность, которая по-прежнему не позволяла членам римско-католического большинства Ирландии занимать места в палате. 
Куртенэ был генеральным инспектором артиллерийского вооружения с 1783 по 1784 год и лордом казначейства с 1806 по 1807 год в министерстве Гренвилля.